# 廖文哲
廖文哲，中華民國外交官。畢業於東吳大學英文學系學士，1994年進入外交部，曾任駐美國臺北經濟文化代表處行政組長與政治組長、駐索羅門群島公使／大使、外交部亞東太平洋司、駐巴布亞紐幾內亞臺北經濟文化辦事處大使銜代表等職務，現任駐南非共和國臺北聯絡代表處大使銜代表。

## 職業生涯
2019年3月，索羅門群島執政黨民主聯盟黨在競選政綱中提到「將重新檢視與中華民國的邦交關係」，引起關注。而美國駐巴布亞紐幾內亞大使館的Facebook公布美國國家安全會議資深主任博明與中華民國外交部政務次長徐斯儉、駐索羅門群島大使羅添宏、公使廖文哲在索羅門群島的合照，被解讀為美國與台灣共同鞏固邦交。4月，索羅門群島總理蘇嘉瓦瑞回任後即檢討與中華民國的邦交。
2019年6月，駐索羅門群島大使羅添宏因健康問題返台休養，由公使廖文哲代理大使職務。8月，外交部發布人事令，由廖文哲升任大使。
2019年9月，傳出索羅門群島將與中華民國斷交，駐索羅門群島大使廖文哲於9日表示「不諱言在目前情勢下，台索關係確實遭到一些挑戰」。大使館會全力以赴，對維持邦交的穩定「審慎樂觀」。「這場戰役，不是台灣單獨在打」，有很多力量在背後採取非常有力的作為一起幫助台灣，「我們會維持積極樂觀的態度應戰」。16日，索羅門群島媒體《島嶼太陽報》（The Island Sun News）報導，索羅門群島政府準備在宣布是否改與中華人民共和國建交前，將中華民國大使廖文哲驱逐出境，理由是干涉內政。據說文件中允諾，如果官員與國會議員支持台灣，每人將獲得100萬美元。索羅門群島總理蘇嘉瓦瑞在召見廖文哲時表示失望，並將此事視為「台灣干預索羅門群島內政」。當日，蘇嘉瓦瑞召開內閣會議，決定與中華民國斷交、與中華人民共和國建交。對此，廖文哲表示所有的合作與援助計畫即刻終止，並會在最快時間返台。17日，駐索羅門群島大使館舉行閉館暨降旗儀式，廖文哲說道「即使索羅門群島政府做出轉向決定，不是我們所樂見，但我完全明白，我們在這裡仍有許多朋友。」